# 哈拉兰博斯·霍利季斯
哈拉兰博斯·霍利季斯（希臘語：Χαράλαμπος Χολίδης，1956年10月1日—2019年6月26日），希腊摔跤运动员。他曾参加1976年夏季奥运会、1980年夏季奥运会、1984年夏季奥运会和1988年夏季奥运会摔跤比赛。